# Синешапочный бородастик
Синешапочный бородастик (лат. Psilopogon armillaris) — вид дятлообразных птиц семейства бородастиковых. Выделяют два подвида. Эндемик Индонезии.

## Описание
Синешапочный бородастик достигает длины 19–23 см и массы от 61 до 79 г. Половой диморфизм не выражен. Окраска оперения преимущественно зелёного цвета. У взрослых особей номинативного подвида лоб и передняя часть капюшона желтовато-оранжевые, остальная часть капюшона и затылок синие. От основания клюва глаз проходит чёрная полоса, которая продолжается до передней части щеки. С обеих сторон нижней части шеи видны золотисто-жёлтые пятна. Золотисто-оранжевая полоса в форме полумесяца пересекает верхнюю часть груди. Мощный клюв чёрного цвета. У подвида P. a. baliensis лоб красно-оранжевого или буро-оранжевого цвета. Воротник, закрывающий боковые стороны шеи и верхнюю часть груди, очень похож на таковой у номинативного подвида. Неполовозрелые особи более тусклые, золотисто-оранжевые и синие участки оперения у них более бледные и менее обширные.
Песня представляет собой серию коротких трелей «t-t-t-rrrrrt», которые повторяются непрерывно. Иногда слышится простой и короткий звук «truck».

## Биология
Синешапочный бородастик является эндемиком островов Ява и Бали. Обитает в субтропических или тропических влажных равнинных лесах и субтропических или тропических влажных горных лесах, на опушках, а также на фруктовых деревьях в садах и на плантациях. Встречается на высоте до 2500 м над уровнем моря, чаще не выше 600 м. Синешапочный бородастик питается плодами, в том числе кофейных деревьев, а также насекомыми и пауками.

### Размножение
Сезон гнездования длится с февраля по июль, но также с сентября по январь. Вероятно, бывает два выводка в год. Сообщалось о подношениях пищи партнёру при ухаживании перед совокуплением. Гнездо сооружается в дупле дерева, на довольно большой высоте. Обе родительские птицы выдалбливают туннель длиной 35 сантиметров, на завершение которого уходит почти месяц. В неволе самка синешапочного бородастика откладывает два яйца, которые насиживаются в течение 13—15 дней. После появления птенцов самка проявляет агрессивное поведение по отношению к самцу: иногда она даже начинает преследовать его и нападать на него. Птенцов кормят по очереди оба родителя; когда один из родителей находится в гнезде, тот, кто возвращается с едой, стучит клювом по входу, чтобы побудить партнёра покинуть гнездо. Птенцы открывают глаза на 14 день, полностью оперяются через 17 дней и способны подниматься в воздух в возрасте 37 дней.

## Подвиды и распространение
Выделяют два подвида:
- Psilopogon armillaris armillaris (Temminck, 1821) — Ява
- Psilopogon armillaris baliensis  (Rensch, 1928) — Бали